# Våldtäkt i Pakistan
Våldtäkt i Pakistan fick internationell uppmärksamhet efter den politiskt- och klansanktionerade gruppvåldtäkten av Mukhtar Mai.  Gruppen Krig mot våldtäkt har uppmärksammat Bibis fall men även dokumenterat förekomsten av våldtäkt i Pakistan och, vad de anser, polisens likgiltighet inför detta. Enligt professor Shahla Haeri är våldtäkt i Pakistan "ofta institutionaliserat och har implicit eller explicit godkännande från staten". Enligt advokaten och aktivisten Asma Jahangir, som var en av grundarna av kvinnosaksgruppen Women's Action Forum, är upp till sjuttiotvå procent av kvinnorna som hamnar i förvar eller häkte utsatta för fysiskt våld eller sexuella övergrepp.